# Мюллер, Флориан
Флориан Лоренц Мюллер (нем. Florian Lorenz Müller; род. 13 ноября 1997, Зарлуи, Саар) — немецкий футболист, вратарь клуба «Фрайбург».

## Биография

### Клубная карьера
Воспитанник клуба «FV Lebach». В 2010 году перешёл в юношескую команду «Саарбрюккена». В 2013 году подписал контракт с клубом «Майнц 05». За фарм-клуб «Майнца» дебютировал 2 апреля 2016 года в матче Третьей лиги против клуба «Хемницер». Дебютировал в Бундеслиге 3 марта 2018 года в матче с «Гамбургом» (0:0).

### Карьера в сборной
В составе сборной до 19 лет принимал участие в домашнем для Германии чемпионате Европы 2016, на котором сыграл в двух матчах и занял с командой 5 место.